# 欧洲与地中海警报系统
欧洲与地中海地震警报系统又称欧洲地质灾害预警系统，是基于欧洲与地中海灾害防控备忘录为欧盟国家服务的地震预警系统，来源于欧洲与地中海地震中心（European-Mediterranean Seismological Centre），该中心为一个国际性、非政府管控、非盈利目的的机构。截止到1993年，该中心位于斯特拉斯堡。